# Temporada 1989-90 de los Denver Nuggets
La temporada 1989-90 fue la decimocuarta de los Denver Nuggets en la NBA, tras la fusión de la liga con la ABA, donde había jugado nueve temporadas. La temporada regular acabó con 43 victorias y 39 derrotas, ocupando el séptimo puesto de la conferencia Oeste, clasificándose para los playoffs, en los que cayeron en primera ronda ante San Antonio Spurs.

## Elecciones en elDraft
| Ronda | Puesto | Jugador          | Posición | Nacionalidad   | Universidad        |
| ----- | ------ | ---------------- | -------- | -------------- | ------------------ |
| 1     | 15     | Todd Lichti      | Escolta  | Estados Unidos | Stanford           |
| 2     | 42     | Michael Cutright | Escolta  | Estados Unidos | McNeese State      |
| 2     | 47     | Reggie Turner    | Alero    | Estados Unidos | Alabama-Birmingham |

## Temporada regular
| División Medio Oeste   | División Medio Oeste | División Medio Oeste | División Medio Oeste | División Medio Oeste | División Medio Oeste | División Medio Oeste | División Medio Oeste | División Medio Oeste |
| Equipo                 | G                    | P                    | %                    | PD                   | Casa                 | Fuera                | Div                  |                      |
| ---------------------- | -------------------- | -------------------- | -------------------- | -------------------- | -------------------- | -------------------- | -------------------- | -------------------- |
| y-San Antonio Spurs    | 56                   | 26                   | .683                 | –                    | 34–7                 | 22–19                | 19–9                 |                      |
| x-Utah Jazz            | 55                   | 27                   | .671                 | 1                    | 36–5                 | 19–22                | 21–7                 |                      |
| x-Dallas Mavericks     | 47                   | 35                   | .573                 | 9                    | 30–11                | 17–24                | 17–11                |                      |
| x-Denver Nuggets       | 43                   | 39                   | .524                 | 13                   | 28–13                | 15–26                | 15–13                |                      |
| x-Houston Rockets      | 41                   | 41                   | .500                 | 15                   | 31–10                | 10–31                | 13–15                |                      |
| Minnesota Timberwolves | 22                   | 60                   | .268                 | 34                   | 17–24                | 5–36                 | 6–22                 |                      |
| Charlotte Hornets      | 19                   | 63                   | .232                 | 37                   | 13–28                | 6–35                 | 7–21                 |                      |

## Playoffs

### Primera ronda
San Antonio Spurs vs. Denver Nuggets 
| Fecha       | Partido                                   | Ciudad      |
| ----------- | ----------------------------------------- | ----------- |
| 26 de abril | San Antonio Spurs 119, Denver Nuggets 103 | San Antonio |
| 28 de abril | San Antonio Spurs 129, Denver Nuggets 120 | San Antonio |
| 1 de mayo   | Denver Nuggets 120, San Antonio Spurs 131 | Denver      |
|             | San Antonio Spurs gana las series 3-0     |             |

## Estadísticas
| Rk | Jugador           | Edad | P  | PT | MP   | TC  | TCI  | %TC  | T3  | T3I | %T3  | TL  | TLI | %TL  | RO  | RD  | RT  | AS  | RB  | TAP | BP  | FP  | PTS  |
| -- | ----------------- | ---- | -- | -- | ---- | --- | ---- | ---- | --- | --- | ---- | --- | --- | ---- | --- | --- | --- | --- | --- | --- | --- | --- | ---- |
| 1  | Fat Lever         | 29   | 79 | 79 | 35.8 | 7.2 | 16.2 | .443 | 0.5 | 1.1 | .414 | 3.4 | 4.3 | .804 | 2.9 | 6.4 | 9.3 | 6.5 | 2.1 | 0.2 | 2.0 | 2.2 | 18.3 |
| 2  | Michael Adams     | 27   | 79 | 74 | 34.1 | 5.0 | 12.5 | .402 | 2.0 | 5.5 | .366 | 3.4 | 4.0 | .850 | 0.6 | 2.2 | 2.8 | 6.3 | 1.5 | 0.0 | 1.8 | 1.7 | 15.5 |
| 3  | Alex English      | 36   | 80 | 80 | 27.6 | 7.9 | 16.2 | .491 | 0.0 | 0.1 | .400 | 2.0 | 2.3 | .880 | 1.5 | 2.1 | 3.6 | 2.8 | 0.6 | 0.3 | 1.2 | 1.6 | 17.9 |
| 4  | Blair Rasmussen   | 27   | 81 | 55 | 24.6 | 5.5 | 11.0 | .497 | 0.0 | 0.0 | .000 | 1.4 | 1.7 | .828 | 2.1 | 5.2 | 7.3 | 1.0 | 0.5 | 1.3 | 0.9 | 3.7 | 12.4 |
| 5  | Joe Barry Carroll | 31   | 30 | 27 | 24.0 | 5.1 | 11.8 | .432 | 0.0 | 0.0 |      | 1.7 | 2.3 | .743 | 1.7 | 4.7 | 6.4 | 1.8 | 0.9 | 2.0 | 2.6 | 2.3 | 11.9 |
| 6  | Walter Davis      | 35   | 69 | 0  | 23.7 | 7.2 | 15.0 | .481 | 0.1 | 0.7 | .130 | 3.0 | 3.3 | .912 | 0.7 | 1.9 | 2.6 | 2.2 | 0.9 | 0.1 | 1.5 | 2.3 | 17.5 |
| 7  | Danny Schayes     | 30   | 53 | 22 | 22.5 | 3.1 | 6.2  | .494 | 0.0 | 0.1 | .000 | 4.2 | 5.0 | .852 | 2.2 | 4.2 | 6.5 | 1.2 | 0.8 | 0.8 | 1.4 | 3.8 | 10.4 |
| 8  | Bill Hanzlik      | 32   | 81 | 0  | 19.8 | 2.2 | 4.9  | .452 | 0.1 | 0.4 | .194 | 1.7 | 2.3 | .743 | 0.8 | 1.7 | 2.6 | 2.3 | 1.0 | 0.4 | 1.1 | 3.1 | 6.2  |
| 9  | Todd Lichti       | 23   | 79 | 4  | 16.8 | 3.2 | 6.5  | .486 | 0.0 | 0.2 | .000 | 1.6 | 2.2 | .747 | 0.6 | 1.3 | 1.9 | 1.5 | 0.7 | 0.2 | 1.2 | 1.8 | 8.0  |
| 10 | Eddie Hughes      | 29   | 60 | 7  | 14.9 | 1.4 | 3.4  | .411 | 0.3 | 0.8 | .408 | 0.4 | 0.6 | .676 | 0.3 | 0.9 | 1.2 | 1.9 | 0.8 | 0.0 | 0.7 | 1.5 | 3.5  |
| 11 | Tim Kempton       | 26   | 71 | 14 | 14.9 | 2.2 | 4.4  | .490 | 0.0 | 0.0 | .000 | 1.1 | 1.6 | .675 | 0.7 | 2.4 | 3.1 | 1.7 | 0.4 | 0.1 | 1.1 | 2.0 | 5.4  |
| 12 | Jerome Lane       | 23   | 67 | 46 | 14.3 | 2.2 | 4.6  | .469 | 0.0 | 0.1 | .000 | 0.7 | 1.8 | .367 | 2.1 | 3.2 | 5.4 | 1.6 | 0.8 | 0.3 | 1.3 | 2.8 | 5.0  |
| 13 | T.R. Dunn         | 34   | 65 | 2  | 10.1 | 0.7 | 1.5  | .454 | 0.0 | 0.0 | .000 | 0.4 | 0.6 | .667 | 0.9 | 1.3 | 2.1 | 0.7 | 0.6 | 0.1 | 0.3 | 1.0 | 1.8  |
| 14 | Mike Higgins      | 22   | 5  | 0  | 6.4  | 0.6 | 1.6  | .375 | 0.0 | 0.0 |      | 1.4 | 1.6 | .875 | 0.2 | 0.4 | 0.6 | 0.4 | 0.2 | 0.0 | 0.2 | 0.2 | 2.6  |

## Galardones y récords
| Jugador/Entrenador | Galardón |
| Lafayette Lever    | All-Star |